# 500컵
500컵은 팔도에서 생산하는 컵라면이다. 훼미리마트에서만 판매하는 상품이었다. 상표 이름 그대로 500원에 판매했으며, 현재 판매 중지되었다.